# 加龙
加龙（法語：Garons）是法国加尔省的一个市镇，位于该省中部偏东南，属于尼姆区。该市镇总面积12.28平方公里，2009年时的人口为4442人。

## 人口
加龙人口变化图示